# 무천도사
무천도사(亀仙人)는 토리야마 아키라의 만화 드래곤볼 애니메이션의 등장 인물이다.

## 행적
성우
- 일본 : 미야우치 코헤이, 야나미 죠지, 마스오카 히로시
- 대한민국 : 설영범, 이종구, 故 한규희, 이인성, 김정호

거북선인은 무천도사 별명이다. 이전에는 무천도사의 이름으로 세계 최강으로 불린 무도가로 오공들 거북선인류의 스승. 아주 엉큼한 노인네라 여자들에게 매일 맞고 산다. 천하 제일 무도회에 제자들이 자만심에 빠지지 않도록 잭키 춘이라는 가명의 이름으로 몇번 출전하였다. 행실은 바르지 못하나 제자들에게는 엄하고, 교양있는 말을 한다. 초반에는 제자들보다 훨씬 강했지만, 나중에는 모든 제자들이 그를 능가하게 되어, 그냥 평범한 노년생활을 한다. 늙지도,죽지도 않는 약을 마셨다.